# Gara Câmpina
Gara Câmpina este o stație de cale ferată care deservește municipiul Câmpina, România.